# Bay Village
Bay Village is een plaats (city) in de Amerikaanse staat Ohio en valt bestuurlijk gezien onder Cuyahoga County.

## Demografie
Bij de volkstelling in 2000 werd het aantal inwoners vastgesteld op 16.087.
In 2006 is het aantal inwoners door het United States Census Bureau geschat op 14.976, een daling van 1111 (-6,9%).

## Geografie
Volgens het United States Census Bureau beslaat de plaats een oppervlakte van
18,4 km², waarvan 12,0 km² land en 6,4 km² water.

## Plaatsen in de nabije omgeving
De onderstaande figuur toont nabijgelegen plaatsen in een straal van 8 km rond Bay Village.

## Geboren
- Patricia Heaton (4 maart 1958), actrice
- Brad Friedel (18 mei 1971), voetballer
- Kate Voegele (8 december 1986), actrice en zangeres